# 鳳恵弥
鳳 恵弥（おおとり えみ、1981年1月4日 - ）は、日本のモデル・女優・タレントである。東京都出身。身長166cm。血液型A型。

## 来歴・人物
スカウトを経て、舞台出演にて俳優デビュー。立正大学在学中に2002年に準ミス・インターナショナルを受賞。これを機に俳優業と並行してモデル業も行う。
2004年★☆北区つかこうへい劇団に13期生として入団、舞台主演も務める。同期には秘密のケンミンSHOWなどで活躍する黛英里佳がいる。以後は舞台、ドラマ、CM、レポーター等多岐に渡って活動。また、舞台・イベント等のプロデュースも行い、2008年にはひとり芝居を企画・制作・主演。
2009年より俳優業、モデル業の経験を活かしインストラクター業務を開始。ミス・インターナショナル、ミス・ワールドの日本候補者指導を始め、演技指導、ウォーキング・ポージング等のモデル指導、ダイエット指導、社員指導、就活指導、幼児教育等に活躍の幅を広げる。
2013年イオンモール幕張よしもと劇場の開業に伴って開始された舞台スマイルカルチャークラブにも参加し、翌年3月にはレイザーラモンHG（MC）、三瓶、スパイクと、同年6月にはくまだまさし、チョコレートプラネット、スパイク（MC）と共に舞台を行った。その後もフルーツポンチ、LLRなどの若手芸人と舞台を続けている。
2012年3月29日に開催された、東日本大震災への復興支援に対する感謝イベントThanks from Japanではミス・インターナショナルとミス・ワールドの歴代日本代表が集ったファッションショーをプロデュースした。参加したミスは2012（ミス・インターナショナル日本代表吉松育美・ミス・ワールド日本代表五十嵐希・準ミス・インターナショナル黒部菜々佳）2011（ミス・インターナショナル日本代表村山和実・ミス・ワールド日本代表田中緑・準ミス・インターナショナル市川奈央）2010（ミス・インターナショナル日本代表金ヶ江悦子）2007（ミス・インターナショナル日本代表白田久子）2006（ミス・インターナショナル日本代表櫻井麻美）2002（準ミス・インターナショナル鳳恵弥）。
日経ウーマンオンラインで連載中の「準ミスが指南!見た目美人の作り方」は、アクセス週間ランキングでNo1を獲得。
2011年8月より芸名を現在のものに変更。
取得資格は、詩吟奥伝（小学生時代に全国4位入賞）、表千家初棚点前、華道池ノ坊初段、NPO日本ウェルネスDIETカウンセラー　
特技は、水泳、映画鑑賞、詩吟（奥伝取得）、茶道（表千家初棚・盆点前取得）、華道（池乃坊初段）、日舞。特に水泳では中学生時代に都大会出場の実力で、水泳姿のCMに幾度も起用されている。
また、通常の劇場公演だけでなく、劇団唐ゼミ☆と新宿中央公園にて特設テント劇場公演を開催しゲスト出演。
山田貴敏とタッグを組んでの舞台『Ｗ（ダブル）』や飯田譲治の初舞台作品となった『戯曲Operation』、江頭美智留との『こと～築地寿司物語～』では其々主演を務め『戯曲Operation』、『こと～築地寿司物語～』では共に劇場の来場者記録を樹立している。
NMB48の市川美織の初舞台作で母子役として共演以来仲が良く、『こと～築地寿司物語～』では10年ぶりに母子役として再共演。
2017年9月より《演劇を１００万倍楽しむバラエティ劇魂～GEKITAMA～》でメインＭＣ、番組内では木村ひさし監督、江頭美智留脚本の続ショートドラマ《あじさい》でも主演を務める（出演：渡辺いっけい、渡辺裕之、渡洋史、市川美織、牧野美千子、南部虎弾、長江健次　他）　
2019年に芸歴20年を迎え、自身の演劇ユニットACTOR'S TRIBE ZIPANGを旗揚げ、出演の他に演出、脚本も担当している。
初演出は『EBBING HOUSE～忘却の彼方～』(脚本 園田英樹／主演 齋藤ヤスカ)、初脚本(演出も担当)は『ファイアマンの遺言』(原作 秦建日子／主演 宮地真緒)

## 出演

### CM
- 明治生命
- ファイテン
- ライオン「BAN」
- エイデン
- ケンタッキーフライドチキン
- 三菱自動車
- ヤンマー
- 第一三共
- 宝酒造「松竹梅」
- ポーラ化粧品
- JOMO「サンフラワーズ編」
- SOYJOY「勝手に会議中編」
- アリナミン
- QVC「ナノ美容機」「ダイエットサポートウェア」
- 西友「KY・火ぃつくやろか?篇」

### 映画
- 振り子（2015年2月28日、よしもとクリエイティブ・エージェンシー）
- 悪い女はよく稼ぐ（2019年6月8日、ピープス） - 清水沙織 役
- 夢叶えるサウナ（2023年秋公開予定、モバコン） - 友情出演

### テレビドラマ
- 女と愛とミステリー 監察医・篠宮葉月 死体は語る2（2002年11月20日、テレビ東京） - 上山セントラル病院 職員 役
- 火曜サスペンス劇場 緊急救命病院（2003年6月24日、日本テレビ）
- DRAMA COMPLEX 二千人の孤児の母 澤田美喜物語〜母たることは地獄のごとく〜（2006年8月15日、日本テレビ） - バーバラ娘 役
- 女帝 最終話（2007年9月14日、ABCテレビ・テレビ朝日系） - 泉 役
- 土曜ワイド劇場 新・警視庁女性捜査班2（2007年11月3日、テレビ朝日）
- 水曜ミステリー9 女かけこみ寺 刑事・大石水穂（2008年1月9日、テレビ東京） - 戸喰字舞踊 役
- 土曜ワイド劇場 遺品の声を聴く男2（2010年9月18日、ABCテレビ・テレビ朝日系） - 岡部理香 役
- 赤川次郎原作 毒〈ポイズン〉 第3話（2012年10月18日、読売テレビ・日本テレビ系） - 焼き鳥店店員 役
- ラスト♡シンデレラ 第1話（2013年4月11日、フジテレビ）
- 名もなき毒 第1話（2013年7月8日、TBS）
- ダンナ様はFBI（2014年5月11日、NHK BSプレミアム）
- まっしろ 第1話 - 第5話・第7話・第9話（2015年1月13日 - 2月10日・2月24日・3月10日、TBS） - 秋本愛花 役
- 嫌な女 最終回（2016年4月10日、NHK BSプレミアム） - 栗山純子の秘書 役
- IQ246〜華麗なる事件簿〜 最終話（2016年12月18日、TBS） - 秋本愛花 役
- あじさい（2017年9月9日 - 11月25日、Abema FRESH!）- 主演・司夏希 役[7]
- 名探偵・明智小五郎 第2夜（2019年3月31日、テレビ朝日） - 婦長 役

### ラジオドラマ
- リアライズサマー（2016年9月6日 - 27日、FM-N1）

### 情報番組
- 秘湯ロマン（テレビ朝日）
- 1230アッと!!ハマランチョ（テレビ神奈川） - コーナーレポーター

### 舞台
- 博品館三松座公演「午前零時三分」（村山恵美役・初舞台）
- 第13回劇団コーヒー牛乳公演 コーヒーと牛乳「柔式しつけ教室」（メイン）
- 第14回劇団コーヒー牛乳公演「大江戸ロンパールーム」（ヒロイン小夜役）
- 王子小劇場「恋愛における7つの症例」（Tricolore 『rouge』主役）
- 西田シャトナー作・演出　シャトナ－研EX「辻つま山脈」　（メイン）
- 北区つかこうへい劇団第13期生公演「平壌から来た女刑事」（ヒロイン水野役）
- 劇団ストレイドッグプロデュース公演「母の桜が散った夜」（ヒロイン 桜子役）
- 篠原演芸場 自主制作公演 ひとり芝居「ストリッパーのはなし」（メイン）
- カートプロモーション公演「帰って来た蛍」（主演　さとう珠緒）（布施綾子役）
- THE REDFACE公演「爾汝の社 光来」（雲雀役）（共演　榊原利彦、HIRO）
- THE REDFACE公演「サートーマス・ドッグマン・フェルナンデス・ダマスカスからの招待状III」（ルノワール役）（主演　榊原利彦）
- Initial Film公演　「あなたに贈るキス」（寮母役）（共演　黒田アーサー、梅宮万紗子、サヘル・ローズ）
- ミュージカル「僕と幻の図書館。」（ソフィア役）
- スタイリッシュボーイズ1st公演「マジハウス」（笹原静香役）
- ツラヌキ怪賊団5th公演 みんなのうた（大井川佳香役）（作・演出　IKKAN、共演ウチクリ内倉、黒田勇樹、橋本真一、京本有加）
- 飯田譲治初舞台作品『戯曲Operation』主演(作・監修飯田譲治、演出久米伸明、プロデューサー中野敦之、共演梅宮万紗子、黒田勇樹、山田太一、関口アナム、長島慎治、伊藤孝太郎、渡部将之)
- 劇団唐ゼミ☆『君の罠』新宿中央公園特設テント舞台（ゲスト出演）（作望月六郎、演出中野敦之）
- 漫劇2『W（ダブル）』（主演）（作・演出山田貴敏）
- クロックガールズ『コメディカルナイト』新宿シアターモリエール（客演）（作江頭美智留）
- 劇団唐ゼミ☆『腰巻お仙～振袖火事の巻～』新宿中央公園特設テント舞台（ゲスト出演）（作唐十郎、演出中野敦之）
- 『こと～築地寿司物語～』築地ブディストホール（主演）(脚本江頭美智留、演出中野敦之、音楽木根尚登、共演佐伯日菜子、黒田勇樹、市川美織、若井おさむ、牧野美千子、渡洋史、ミラクルひかる、大葉健二、ほりいゆうじ、にわのまこと、オラキオ、木根尚登　他)
- 『サイレントメビウス』シアターサンモール（ラリー・シャイアン　役）(原作麻宮騎亜、主演岩田華怜、共演飛鳥凛、八坂沙織、鈴木咲、有澤睦生、関谷真由、船岡咲、松井菜桜子、かないみか　他)
- 舞台版『女医レイカ』（2020年3月5日〜8日、池袋シアターグリーン BASE THEATER）- タイトルロール
- ハインリッヒ・シーボルト没後115年記念公演『シーボルト父子伝〜蒼い目のサムライ〜受け継ぐ者達』（ハインリッヒ・シーボルト 役）（総監修木村ひさし、演出・脚本鳳恵弥、共演山本圭壱、パッパラー河合、林野健志、齋藤ヤスカ、久保沙由李、福田美姫、深沢遥香、京本政樹）[8]
- シーボルト父子伝〜蒼い目のサムライ〜　共生への旅路（ハインリッヒ・シーボルト 役）[9]

シリーズ公演
- 【鳳恵弥×よしもと舞台】第1弾 - 第6弾　吉本芸人（レイザーラモンHG、スパイク、三瓶、横澤夏子、フルーツポンチ、くまだまさし　他）出演

### ファッション誌
- Domani 2014年4月号特集「雰囲気美人の『笑い方』『話し方』『歩き方』」

### 雑誌
- 『MAMOR』2014年12月号「私が守りたいもの」